# Uncomplicated Firewall
Uncomplicated Firewall (ufw) (с англ. — «незамысловатый межсетевой экран») — это утилита для конфигурирования межсетевого экрана Netfilter. Она использует интерфейс командной строки, состоящий из небольшого числа простых команд.

## GUI for Uncomplicated Firewall
GUI for Uncomplicated Firewall (Gufw) (англ.  графический интерфейс пользователя для незамысловатого межсетевого экрана) — это, как следует из его названия, графический интерфейс для UFW (Uncomplicated Firewall). Он был разработан для Ubuntu.
UFW предназначен для легкого, интуитивно понятного управления межсетевым экраном Ubuntu. Он поддерживает общие задачи, такие как разрешение или блокирование предварительно настроенных, общих P2P, или отдельных портов.
Gufw работает на UFW, запускается на Ubuntu, а также на любой платформе, где доступны Python, GTK+ и UFW.

## Особенности
| Особенность                               | 0.16.2 (8.04 LTS) | ? (8.10) | ? (9.04) | ? (9.10) | 0.30 (10.04 LTS) |
| ----------------------------------------- | ----------------- | -------- | -------- | -------- | ---------------- |
| default incoming policy (allow/deny)      | Да                | Да       | Да       | Да       | Да               |
| allow/deny incoming rules                 | Да                | Да       | Да       | Да       | Да               |
| IPv6                                      | Да                | Да       | Да       | Да       | Да               |
| Статус                                    | Да                | Да       | Да       | Да       | Да               |
| Журналирование (вкл/выкл)                 | Да                | Да       | Да       | Да       | Да               |
| Расширяемый фреймворк                     | Да                | Да       | Да       | Да       | Да               |
| Интеграция в приложения                   | Нет               | Да       | Да       | Да       | Да               |
| limit incoming rules (rate limiting)      | Нет               | Да       | Да       | Да       | Да               |
| multiport incoming rules                  | Нет               | Да       | Да       | Да       | Да               |
| debconf/preseeding                        | Нет               | Нет      | Да       | Да       | Да               |
| default incoming policy (reject)          | Нет               | Нет      | Да       | Да       | Да               |
| reject incoming rules                     | Нет               | Нет      | Да       | Да       | Да               |
| Вставка правила                           | Нет               | Нет      | Да       | Да       | Да               |
| Уровни журналирования                     | Нет               | Нет      | Да       | Да       | Да               |
| per rule logging                          | Нет               | Нет      | Да       | Да       | Да               |
| outgoing filtering (on par with incoming) | Нет               | Нет      | Нет      | Да       | Да               |
| Фильтрация по интерфейсу                  | Нет               | Нет      | Нет      | Да       | Да               |
| Автодополнение в Bash                     | Нет               | Нет      | Нет      | Да       | Да               |
| Поддержка Upstart                         | Нет               | Нет      | Нет      | Да       | Да               |
| improved reporting                        | Нет               | Нет      | Нет      | Нет      | Да               |
| reset command                             | Нет               | Нет      | Нет      | Нет      | Да               |
| Поддержка Rsyslog                         | Нет               | Нет      | Нет      | Нет      | Да               |
| Удаление по номеру правила                | Нет               | Нет      | Нет      | Нет      | Да               |